# Zweedse parlementsverkiezingen 2014
Op 14 september 2014 werd in Zweden een nieuwe Riksdag, het parlement van Zweden, gekozen. De strijd ging tussen de centrumrechtse Allians för Sverige onder leiding van premier Fredrik Reinfeldt, en de oppositie onder leiding van Stefan Löfven. De Moderaterna, de eigen partij van premier Reinfeldt, waren de grote verliezer van de verkiezingen. Dit leidde tot het terugtreden van Reinfeldt.

## Uitslag
| Partij                   | Stemmen   | %      | ± %     | Zetels | ± Zetels |
| ------------------------ | --------- | ------ | ------- | ------ | -------- |
| Socialdemokraterna (S)   | 1.932.711 | 31,01% | ▲ 0,35% | 113    | ▲ 1      |
| Moderaterna (M)          | 1.453.517 | 23,33% | ▼ 6,74% | 84     | ▼ 23     |
| Sverigedemokraterna (SD) | 801.178   | 12,86% | ▲ 7,16% | 49     | ▲ 29     |
| Miljöpartiet (MP)        | 429.275   | 6,89%  | ▼ 0,45% | 25     | -        |
| Centerpartiet (C)        | 380.937   | 6,11%  | ▼ 0,44% | 22     | ▼ 1      |
| Vänsterpartiet (V)       | 356.331   | 5,72%  | ▲ 0,11% | 21     | ▲ 2      |
| Folkpartiet (FP)         | 337.773   | 5,42%  | ▼ 1,63% | 19     | ▼ 5      |
| Kristdemokraterna (KD)   | 284.806   | 4,57%  | ▼ 1,03% | 16     | ▼ 3      |
|                          |           |        |         |        |          |
| Opkomst                  | 6.231.573 | 85.8%  | ▲ 1,2%  | —      | —        |
| Totaal                   | 6.231.573 | 100%   | —       | 349    | —        |

## Formatie
Na de verkiezingen werd er een regering gevormd bestaande uit de Socialdemokraterna en de Miljöpartiet.
Op 3 december 2014 viel de minderheidsregering omdat ze geen steun kreeg voor de begroting. Premier Löfven kondigde verkiezingen aan voor 22 maart 2015. Echter, na overleg van de regering met oppositiepartijen kon de regering van Löfven toch aanblijven, waardoor er geen sprake meer was van voortijdige verkiezingen.

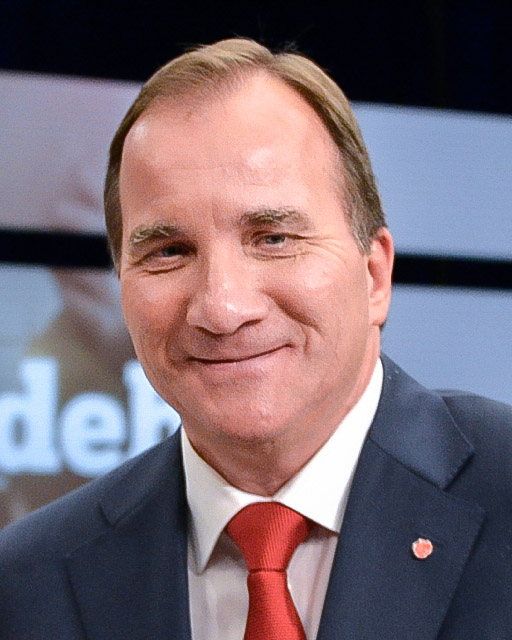
Stefan Löfven
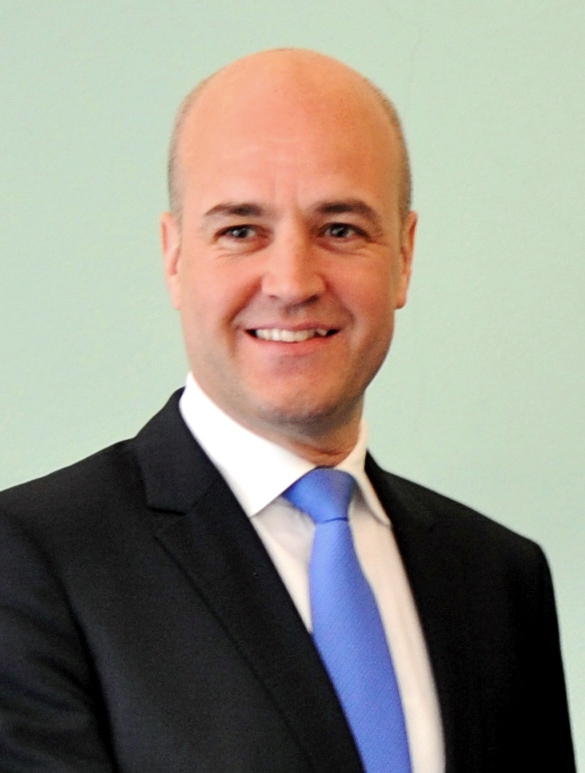
Fredrik Reinfeldt
Jimmie Åkesson
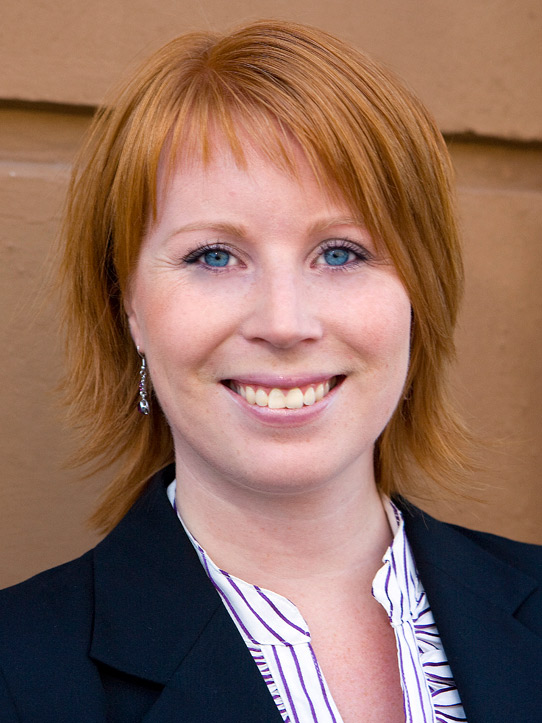
Annie Lööf
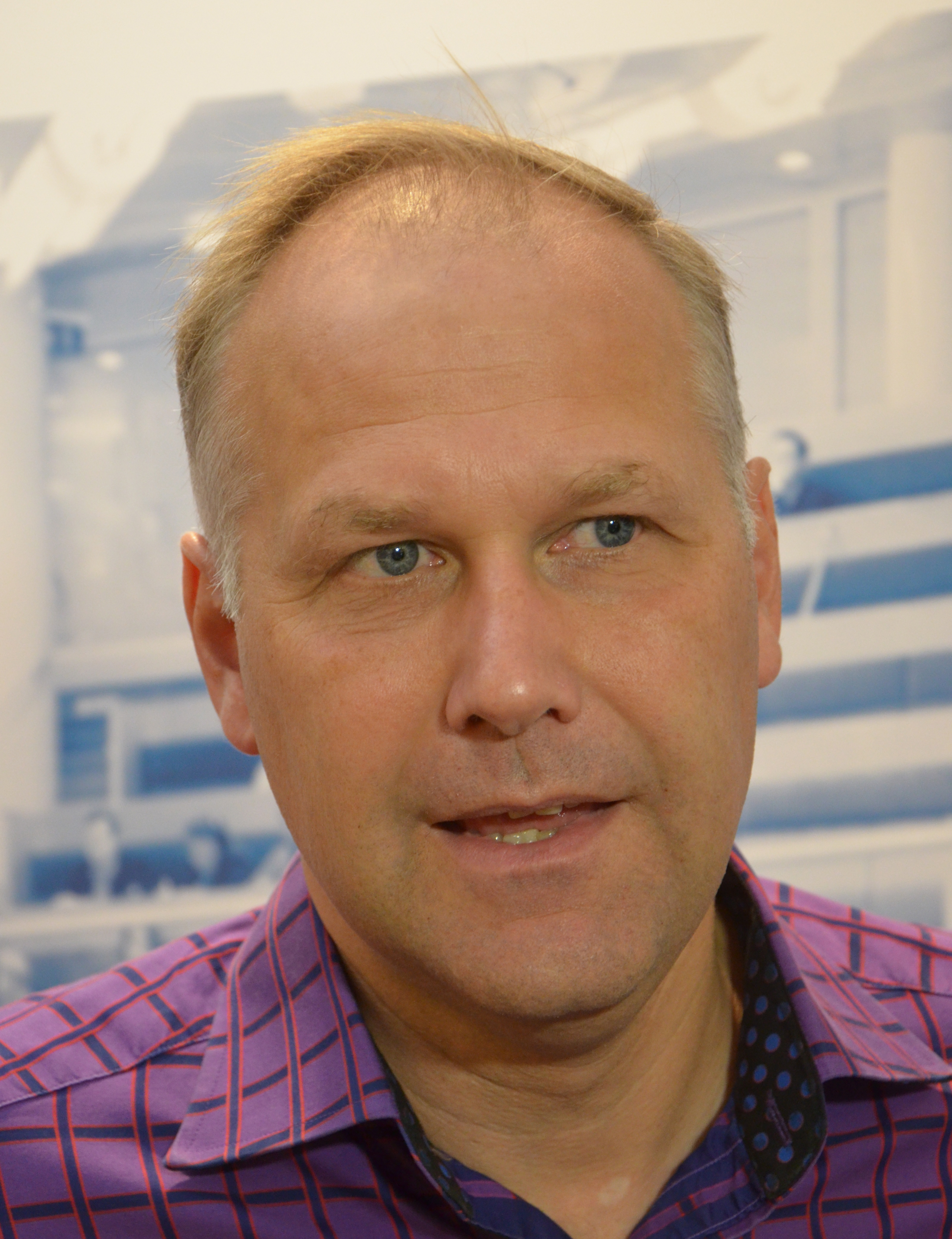
Jonas Sjöstedt
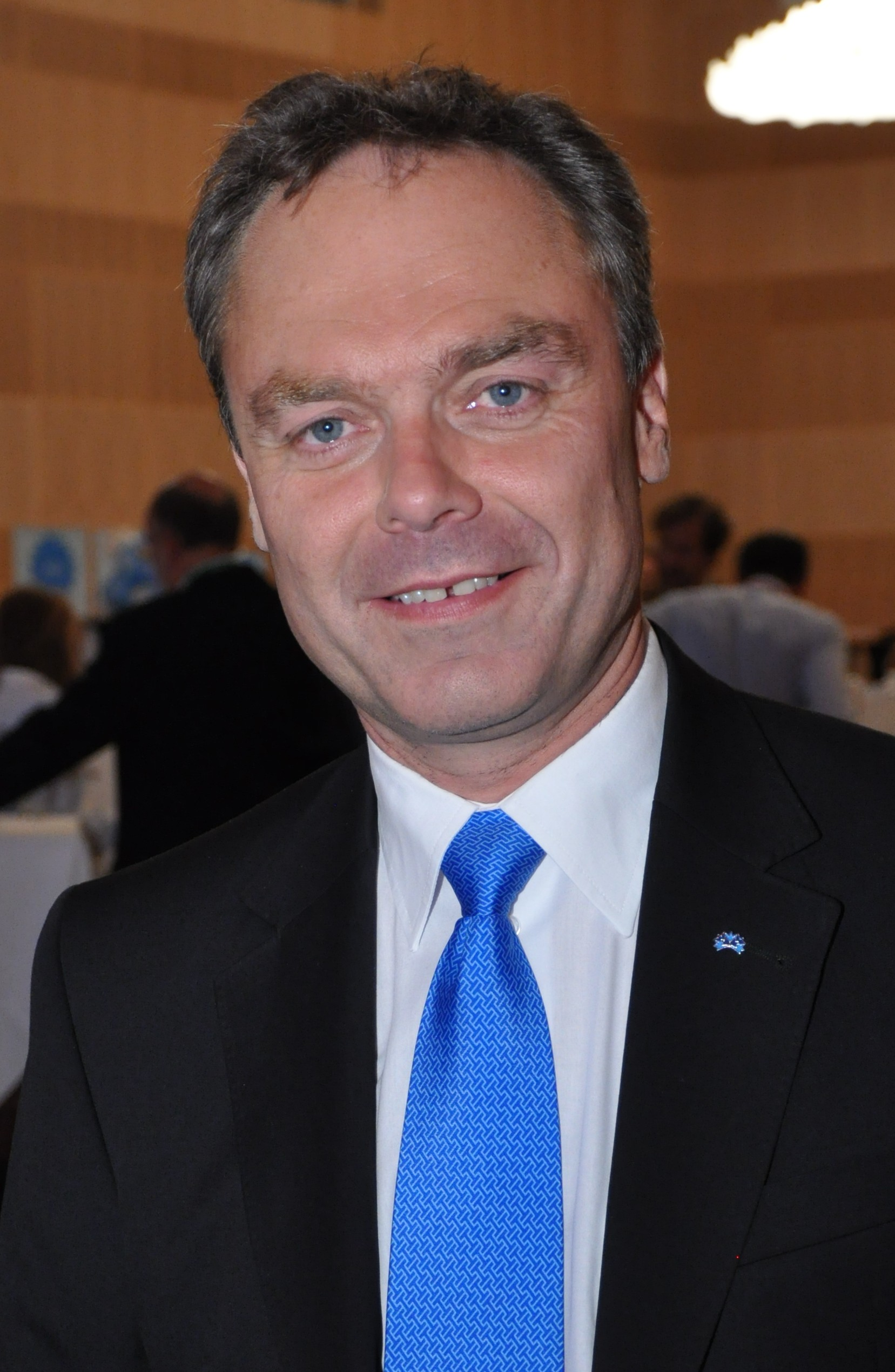
Jan Bjorklund

1911 · 1914 · 1917 · 1920 · 1921 · 1924 · 1928 · 1932 · 1936 · 1940 · 1944 · 1948 · 1952 · 1956 · 1958 · 1960 · 1964 · 1968 · 1970 · 1973 · 1976 · 1979 · 1982 · 1985 · 1988 · 1991 · 1994 · 1998 · 2002 · 2006 · 2010 · 2014 · 2018 · 2022